# Палатальный щёлкающий согласный
Палатальный щёлкающий согласный (палатальный щелчок; прослушать) — звук, относящийся к щёлкающим согласным или кликсам, эти звуки встречаются только в койсанских языках и в ритуальном австралийском языке дамин, одного из коренных племён Австралии.
- Передняя смычка: ламинальная денто-палатальная
- Способ артикуляции: резкий (~ взрывной)

| Язык     | Слово | МФА     | Перевод        |
| -------- | ----- | ------- | -------------- |
| Къхонг   | ǂnûm  | [ǂ̃ûm]   | Два            |
| Чъабский | ǂHaba | [ǂʰabá] | Название языка |